# Amanda
Amanda ist ein ausschließlich weiblicher Vorname, der heutzutage insbesondere im englischsprachigen Raum verwendet wird.

## Varianten
Amy, Mandy, Manda, Amande, Mande, Mandi, Amandi, Amanderle, Ami, Amandine

## Herkunft und Bedeutung
Amanda ist auf das Gerundivum amandus, -a, -um des lateinischen Verbs amare (dt. lieben) zurückzuführen und bedeutet daher die, die geliebt werden muss; die Liebenswerte.

## Namenstag
6. Februar (eigentlich: Amand von Maastricht)

## Bekannte Namensträgerinnen
- Amanda Abbington (* 1974), britische Schauspielerin
- Amanda Ammann (* 1987), Miss Schweiz 2007
- Amanda Babaei Vieira (* 1991), deutsche Schauspielerin
- Amanda Barnard (* 1971), australische theoretische Physikerin
- Amanda Beard (* 1981), US-amerikanische Schwimmweltmeisterin
- Amanda Bearse (* 1958), US-amerikanische Schauspielerin und Regisseurin
- Amanda Blake (1929–1989), US-amerikanische Schauspielerin
- Amanda Brugel (* 1978), kanadische Schauspielerin
- Amanda Burton (* 1956), britische Film- und Serienschauspielerin
- Amanda Bynes (* 1986), US-amerikanische Schauspielerin
- Amanda Coetzer (* 1971), südafrikanische Tennisspielerin
- Amanda Collin (* 1986), dänische Theater- und Filmschauspielerin
- Amanda Crew (* 1986), kanadische Schauspielerin
- Amanda Delara (* 1997), norwegisch-iranische Sängerin, siehe Delara (Sängerin)
- Amanda Detmer (* 1971), US-amerikanische Schauspielerin
- Amanda Donohoe (* 1962), britische Theater- und Film- und Fernsehschauspielerin
- Amanda Foreman (Schauspielerin) (* 1966), US-amerikanische Schauspielerin
- Amanda Foreman (Autorin) (* 1968), US-amerikanisch-britische Historikerin und Autorin
- Amanda Forsyth (* 1966), kanadische Cellistin
- Amanda Fuller (* 1984), US-amerikanische Schauspielerin
- Amanda Gardier (* ≈1990), US-amerikanische Jazzmusikerin
- Amanda da Gloria (* 1988), deutsche Theater- und Filmschauspielerin
- Amanda Gorman (* 1998), US-amerikanische Schriftstellerin, Lyrikerin und Aktivistin
- Amanda Holden (* 1971), britische Schauspielerin
- Amanda Ilestedt (* 1993), schwedische Fußballnationalspielerin
- Amanda Jennings (* 1973), britische Schriftstellerin
- Amanda King, australische Produzentin und Regisseurin von Dokumentarfilmen
- Amanda Knox (* 1987), Verdächtige im Mordfall Meredith Kercher
- Amanda Ava Koci (* 1994), US-amerikanische Sängerin und Songwriterin, siehe Ava Max
- Amanda Langlet (* 1967), französische Schauspielerin
- Amanda Lawrence (* 1971), britische Theater- und Filmschauspielerin
- Amanda Lear (* 1939), britische Sängerin und Schauspielerin
- Amanda Lepore (* 1967), US-amerikanisches Model
- Amanda Marshall (* 1972), kanadische Sängerin
- Amanda Murray (* 1983), deutsche Rapperin und Radio-Moderatorin
- Amanda Ngandu-Ntumba (* 2000), französische Leichtathletin (Kugelstoßen und Diskuswurf)
- Amanda Ooms (* 1964), schwedische Schauspielerin
- Amanda Palmer (* 1976), US-amerikanische Musikerin, Lyrikerin und Kabarettistin
- Amanda Pays (* 1959), britische Schauspielerin
- Amanda Peet (* 1972), US-amerikanische Schauspielerin
- Amanda Peterson (1971–2015), US-amerikanische Schauspielerin
- Amanda Plummer (* 1957), US-amerikanische Schauspielerin
- Amanda Righetti (* 1983), US-amerikanische Schauspielerin
- Amanda Root (* 1963), britische Schauspielerin
- Amanda Schull (* 1978), US-amerikanische Schauspielerin
- Amanda Seyfried (* 1985), US-amerikanische Schauspielerin und Sängerin
- Amanda Somerville (* 1979), US-amerikanische Sängerin
- Amanda Tapping (* 1965), kanadische Schauspielerin
- Amanda Tröndle-Engel (1861–1956), Schweizer Malerin und Pädagogin
- Amanda Vickery (* 1962), englische Historikerin und Schriftstellerin
- Amanda Warren (* 1982), US-amerikanische Schauspielerin
- Amanda Whiting (* 1976), britische Jazz-Harfenistin
- Amanda Wyss (* 1960), US-amerikanische Schauspielerin